# ThyssenKrupp Uhde

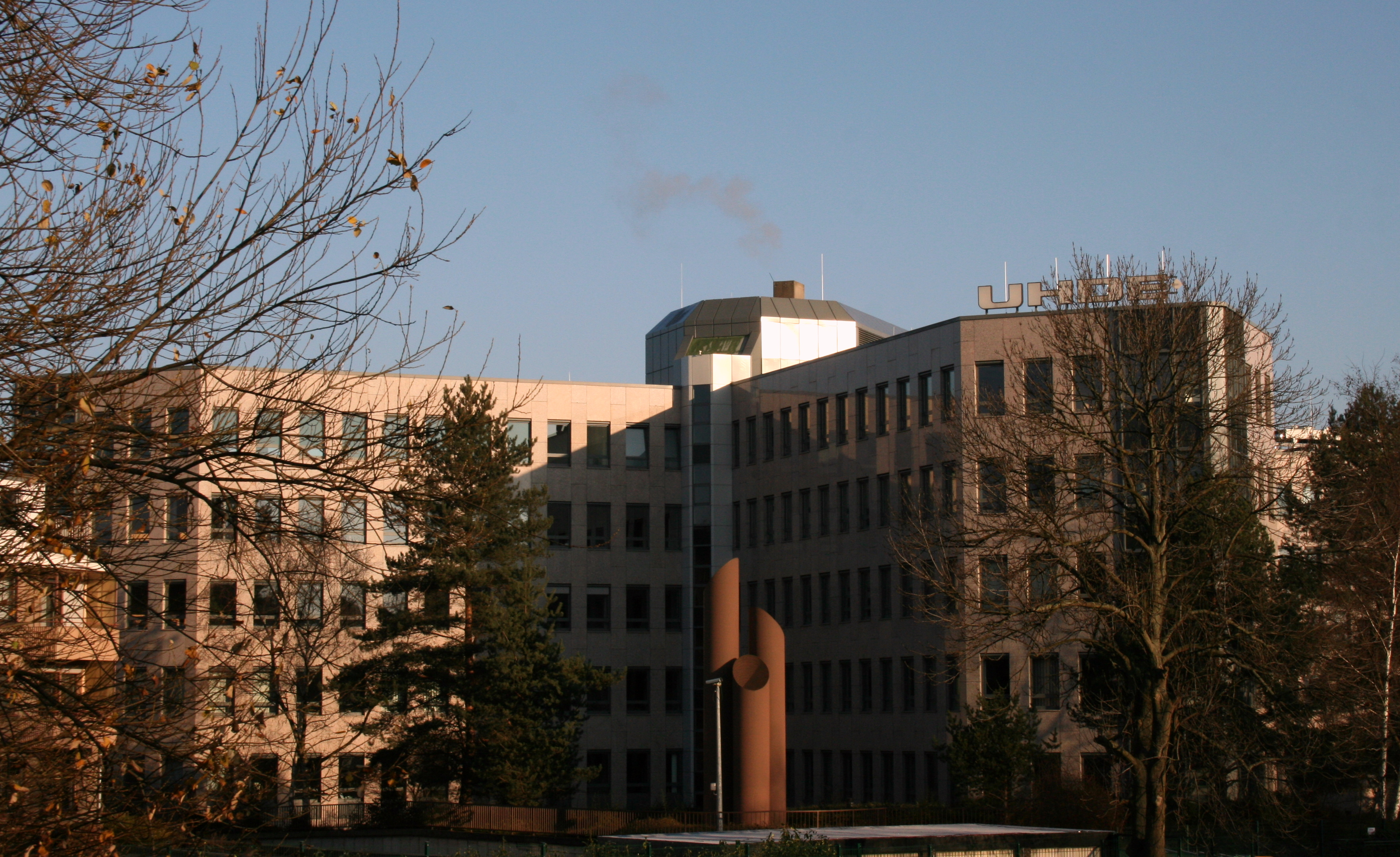
Unternehmenssitz der Uhde GmbH in Dortmund

Die Thyssenkrupp Uhde GmbH (Eigenschreibweise: thyssenkrupp Uhde GmbH) ist ein weltweit tätiges Ingenieurunternehmen im Bereich von Planung und Bau von Chemie-, Raffinerie- und anderen Industrieanlagen innerhalb des ThyssenKrupp-Konzernes. Seit Oktober 2023 ist die Thyssenkrupp Uhde GmbH Teil des Decarbon Technologies Segment der Thyssenkrupp AG. 
Tochter- und Beteiligungsgesellschaften sind weltweit vor Ort. Die Arbeitsfelder umfassen unter anderem: Düngemittel, Elektrolysen, Gastechnik, Öl-, Kohle- und Rückstandsvergasung, Raffinerietechnik, organische Zwischenprodukte, Polymere und Synthesefasern sowie Kokereitechnik und Hochdrucktechnik. Uhde bietet Lösungen im Industrieanlagenbau sowie die Leistungen eines EPC-Kontraktors.

## Geschichte
Das Anlagenbau-Unternehmen Uhde wurde 1921 von dem Ingenieur Friedrich Uhde in Dortmund-Bövinghausen gegründet. In den Jahren 1925 bis 1928 entwickelte Uhde ein eigenes Produktionsverfahren für die Herstellung von Ammoniak. Auf dieser Basis entstanden die Arbeitsgebiete 'Planung und Bau von Salpetersäure- und Stickstoff-Düngemittelanlagen' sowie Hochdrucktechnik.
1952 wurde nach der Liquidation des IG-Farbenkonzerns der Chemieanlagenbauer Uhde von Hoechst übernommen, innerhalb des Konzerns wurde ihm der gesamte Geschäftsbereich N zugeordnet. Durch das riesige Portfolio des Chemiekonzerns mit dessen Beteiligungsgesellschaften erweiterten sich die Geschäftsfelder Uhdes laufend und weltweit um neue Arbeitsgebiete wie z. B. Chlor-Alkali-Elektrolysen, Anlagen zur Produktion von organischen Chemikalien und Kunststoffen.
Im Rahmen eines Kompensationsgeschäfts hat Uhde von 1976 bis 1980 in den Buna-Werken in der DDR eine moderne Anlage für die Herstellung von PVC gebaut.
1996 verkaufte Hoechst im Rahmen seines Konzernauflösungsverfahrens das Ingenieurunternehmen Uhde an den Krupp-Konzern. Uhde wurde der Sparte Anlagenbau des neuen Eigners zugeordnet, die damals aus den Unternehmen Krupp Fördertechnik, Krupp Polysius (Zementanlagenbau) sowie Krupp Koppers (Kokerei- und Chemieanlagenbau) bestand. Anfang 1997 folgte die Verschmelzung von Krupp Koppers mit Uhde.
Nach der Fusion von Krupp und Thyssen 1999 hat der neue Großkonzern ThyssenKrupp die Anlagenbau-Aktivitäten neu fokussiert, und Uhde wurde ein Unternehmen von ThyssenKrupp Technologies, dem Technologie-Segment von ThyssenKrupp.
2003 erhielt Uhde den Auftrag für die weltgrößten Ammoniak-Anlagen in Saudi-Arabien (Jubail). Am gleichen Standort wird 2015 die weltgrößte Chloralkalielektrolyse-Anlage nach dem Membranverfahren in Betrieb genommen werden.
In den Jahren 2003 bis 2005 hat sich Uhde durch Akquisitionen und Beteiligungen weitere neue Geschäftsfelder erschlossen: Erdöl-Raffinerieanlagen (Edeleanu), Polyester-, Polyamid- und Polylactid-Anlagen (Uhde Inventa-Fischer). Uhde Inventa-Fischer wird heute als eigenständiges Unternehmen im Unternehmensverbund geführt. Inventa-Fischer hat drei Standorte: Berlin, Domat-Ems (Schweiz) und Shanghai.
2014 führte der Industriekonzern ThyssenKrupp zwei bisher eigenständige Anlagenbau-Unternehmen unter einem Dach zusammen. Die deutschen Gesellschaften ThyssenKrupp Uhde und ThyssenKrupp Ressource Technologies wurden zu ThyssenKrupp Industrial Solutions AG verschmolzen. Gleichzeitig wurde die ThyssenKrupp-electrolysis GmbH als Tochtergesellschaft mit Geschäftssitz Dortmund ausgegliedert. Hauptsitz der ThyssenKrupp Industrial Solutions AG ist Essen.
Am 6. April 2021 gab die Geschäftsführung der Business Unit Chemical & Process Technologies, in der die ThyssenKrupp Uhde GmbH zwischenzeitlich aufgegangen war, bekannt, dass ab dem 1. Juni 2021 wieder der Name thyssenkrupp Uhde geführt werden soll.

## Produkte
Das Unternehmen bietet Chemie-, Raffinerie- und Industrieanlagen an sowie die damit verbundenen Dienstleistungen wie Planung, Wartung oder Schulungen.